# ديف أماتو
ديف أماتو (بالإنجليزية: Dave Amato)‏ هو موسيقي أمريكي، ولد في 3 مارس 1953.

## وصلات خارجية
- الموقع الرسمي
- ديف أماتو على موقع IMDb (الإنجليزية)
- ديف أماتو على موقع ميوزك برينز (الإنجليزية)
- ديف أماتو على موقع أول ميوزيك (الإنجليزية)
- ديف أماتو على موقع ديسكوغز (الإنجليزية)
- ديف أماتو على موقع قاعدة بيانات الفيلم (الإنجليزية)